# Sunny Days, Starry Nights
Sunny Days, Starry Nights è un album in studio del sassofonista jazz statunitense Sonny Rollins, pubblicato nel 1984.

## Tracce
Tutte le tracce sono state composte da Sonny Rollins, eccetto dove indicato.

1. Mava Mava - 4:34
2. I'm Old Fashioned (Jerome Kern, Johnny Mercer) - 6:28
3. Wynton - 8:20
4. Tell Me You Love Me - 6:16
5. I'll See You Again (Noël Coward) - 6:21
6. Kilauea - 6:59

## Formazione
- Sonny Rollins – sassofono tenore
- Clifton Anderson – trombone
- Mark Soskin – piano, celesta, sintetizzatore
- Russell Blake – basso elettrico
- Tommy Campbell – batteria
- Lucille Rollins – campanaccio (tracce 1, 6)